# کلروفیل د
کلروفیل د (به انگلیسی: Chlorophyll d) با فرمول شیمیایی C۵۴H۷۰MgO۶N۴ یک ترکیب شیمیایی با شناسه پاب‌کم ۶۴۴۹۸۸۲ است. 